# Клиноморфизм
Клиноморфизм (др.-греч. κλινικός — «кровать» и др.-греч. -μορφος, от μορφή — «форма») — продуманное или ненамеренное упрощение, изменение или преувеличение медицинского состояния (обычно для драматического эффекта), часто в форме карикатуры, которой нередко возражают пациенты и заботящиеся о них.

## Примеры

### Шизофрения
Шизофрения клиниморфически упрощается к раздвоению личности, в котором пациент описывается как бессознательно колеблющийся между двумя различными множествами манер поведения. В действительности, эти симптомы более связаны с состоянием определённым в медицине как множественная личность. Она также может искажаться к характеристике через переживание в основном визуальных галлюцинаций, однако слуховые галлюцинации составляют много более распространённый синдром.

### Синдром Туретта
Типично, синдром Туретта клиноморфически описывается как состояние непроизвольных и, часто, бессознательных вспышек агрессивной речи и поведения, в счёт невозможности подавления или неосознанности непроизвольных реакций. Типичный клиноморфизм здесь состоит в чрезмерном упрощении и обобщении различных аспектов и условий в отношении отдельной особы страдающей таким синдромом. Некоторые люди с синдромом Турётта действительно имеют непроизвольную агрессивную речь, но, фактически, это редкий его симптом.